# 9417 Jujiishii
A 9417 Jujiishii (ideiglenes jelöléssel (9417) 1995 WU) a Naprendszer kisbolygóövében található aszteroida. Kobajasi Takao fedezte fel 1995. november 17-én.